# Playing the Fool
Albums de Gentle Giant
Interview
(1976) The Missing Piece
(1977)
Playing the Fool est le premier album live du groupe Gentle Giant. Il s'agit de leur neuvième album et compte 11 chansons. Il a été enregistré durant une tournée européenne du groupe en septembre et octobre 1976.

## Titres
Toutes les chansons signées Kerry Minnear, Derek et Ray Shulman, à l'exception de Sweet Georgia Brown de Ben Bernie et Maceo Pinkard.

### Disque 1
1. Just the Same - 6:08
2. Proclamation - 5:07
3. On Reflection - 6:24
4. Excerpts from Octopus - (The Boys In The Band/Raconteur Troubadour/Acquiring The Taste/Knots/Ocean Bridge/The Advent Of Panurge (incl. The famous recorder quartet)) - 15:35
5. Funny Ways - 8:35

### Disque 2
1. The Runaway - 3:57
2. Experience - 5:33
3. So Sincere - 10:22
4. Free Hand - 7:40
5. Sweet Georgia Brown (Breakdown in Brussels) Instrumental - 1:15
6. Peel the Paint/I Lost my Head (Medley) - 7:35

## Réédition pour l'édition 35e Anniversaire
Disque 1 
- 1 - "Just the Same" 5:57
- 2 - "Proclamation/Valedictory" 5:18
- 3 - "On Reflection" 6:20
- 4 - "Excerpts from Octopus" 15:39
- 5 - "Funny Ways" 8:30

- Durée totale : 41:44
Disque 2
- 1 - "The Runaway" 3:56
- 2 - "Experience" 5:36
- 3 - "So Sincere" 10:20
- 4 - "Free Hand" 7:40
- 5 - "Sweet Georgia Brown (Breakdown in Brussels)" (instrumental) 1:21
- 6 - "Peel the Paint/I Lost My Head (Medley)" 7:32

- Durée totale : 36:25 

## Personnel
- Derek Shulman : Chant, saxophone alto, flûte à bec soprano, basse, percussions
- Gary Green : Guitare électrique et acoustique 6 et 12 cordes, flûte à bec soprano, chœurs, percussions
- Ray Shulman ; Basse, violon, guitare acoustique, flûte à bec alto et soprano, trompette, chœurs, percussions
- Kerry Minnear : Orgue Hammond, piano électrique, clavinet, Minimoog, violoncelle, flûte à bec ténor, chœurs, vibraphone
- John Weathers : Batterie, percussions, tambourin, vibraphone, chœurs

## Production
- Gentle Giant : Production
- Paul Northfield : Ingénieur
- David Zammit : Live mix
- Geoff Allman, Murray Carden : Design